# Felton (Somerset)
Felton – wieś w Anglii, w Somerset, w dystrykcie (unitary authority) North Somerset. W 2016 miejscowość liczyła 645 mieszkańców. W latach 1870–1872 osada liczyła 246 mieszkańców.